# Pataki Miklós
Pataki Miklós (Fél, 1944. december 4. – 2020. december 7.) magyar labdarúgó. Családját a második világháború után telepítették ki az akkori csehszlovák hatóságok Magyarországra.

## Pályafutása
1967-ben a Komlói Bányász színeiben lett élvonalbeli labdarúgó. 1974-ig itt és Szegeden játszott összesen 128 bajnoki mérkőzést és 16 gólt szerzett.  Ezután lett a Ferencváros labdarúgója, ahol mindössze 3 mérkőzésen lépett pályára, de ebből kettő KEK mérkőzés volt. Először Liverpoolban játszott a csapatban (1-1). A második a bázeli döntő a Dinamo Kijev ellen volt (0-3), ahol az eltiltott Bálint Lászlót kellett pótolnia.
1976-ban az Építőkhöz igazolt és két év után itt fejezte be aktív sportpályafutását.

## Sikerei, díjai
- Kupagyőztesek Európa-kupája (KEK)
  - döntős: 1974–75